# 尼古丁贴

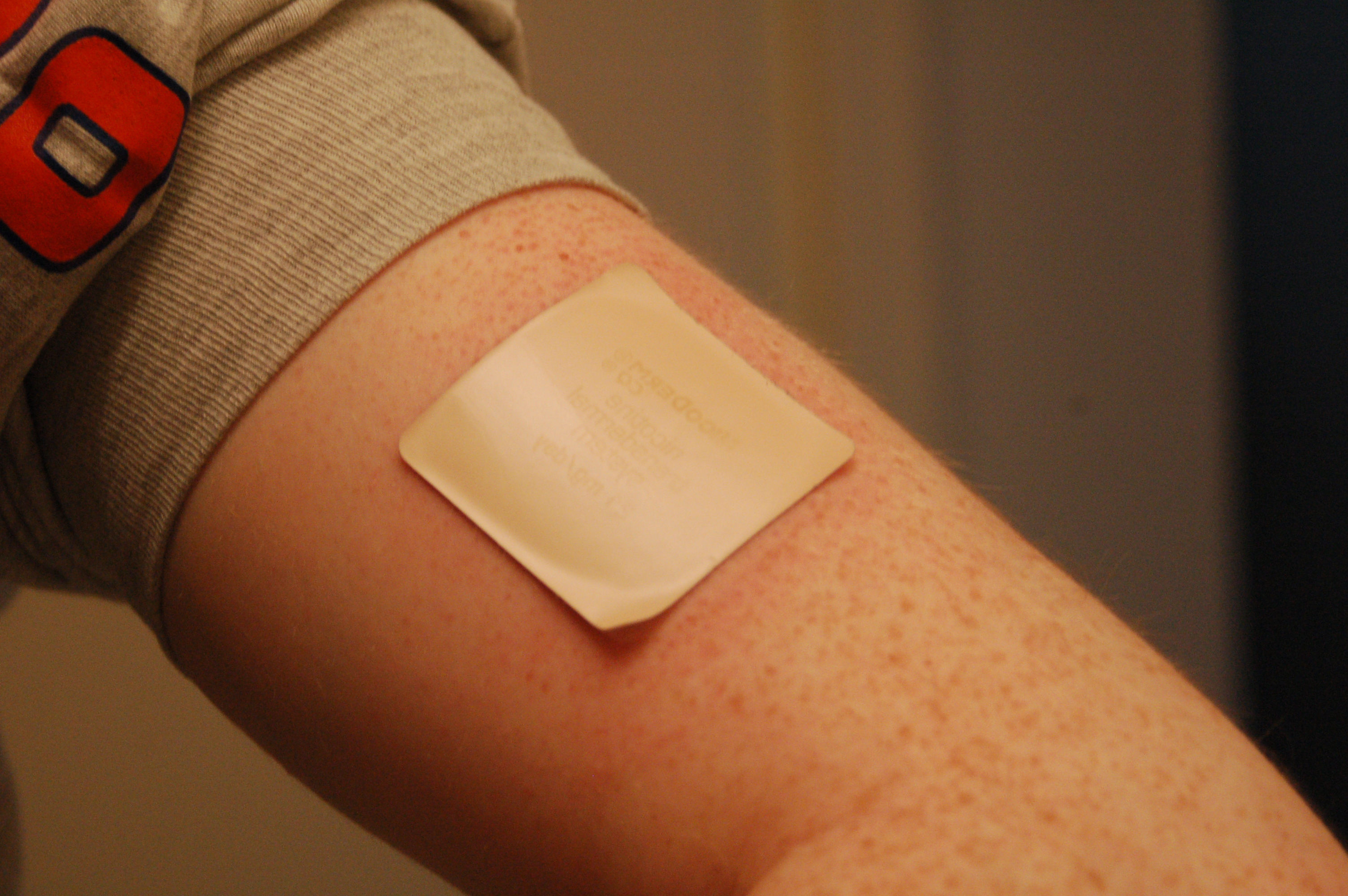

尼古丁贴，俗称戒烟贴，是一种贴在皮肤上的低浓度尼古丁贴片，能透过皮肤向人体释放尼古丁。它在1991年就开始投入使用，据信能够帮助戒烟。在戒烟方法之中，其乃应用尼古丁替代疗法最广泛的一种。使用尼古丁贴片能在减缓戒烟带来的戒断症状。